# Suki to Iwasetai
"Suki to Iwasetai" (好きと言わせたい) là đĩa đơn tiếng Nhật đầu tay của nhóm nhạc nữ Hàn Quốc-Nhật Bản IZ*ONE, một nhóm dự án được thành lập thông qua chương trình truyền hình thực tế Produce 48. Đĩa đơn được phát hành tại Nhật Bản bởi EMI Records vào ngày 6 tháng 2 năm 2019.

## Danh sách bài hát

### Type A
| CD               | CD                                    | CD               | CD                 | CD                                   | CD         |
| STT              | Nhan đề                               | Phổ lời          | Phổ nhạc           | Phối khí                             | Thời lượng |
| ---------------- | ------------------------------------- | ---------------- | ------------------ | ------------------------------------ | ---------- |
| 1.               | "Suki to Iwasetai (好きと言わせたい)" | Akimoto Yasushi  | CHOCOLATE MIX      | APAZZI                               | 4:01       |
| 2.               | "Kenchanayo (ケンチャナヨ)"           | Akimoto Yasushi  | no_my              | no_my                                | 4:19       |
| 3.               | "Gokigen Sayonara (ご機嫌サヨナラ)"   | Akimoto Yasushi  | Toshihiko Watanabe | Toshihiko Watanabe Hirotaka Hayakawa | 4:25       |
| 4.               | "Suki to Iwasetai (Instrumental)"     |                  |                    |                                      |            |
| 5.               | "Kenchanayo (Instrumental)"           |                  |                    |                                      |            |
| 6.               | "Gokigen Sayonara (Instrumental)"     |                  |                    |                                      |            |
| Tổng thời lượng: | Tổng thời lượng:                      | Tổng thời lượng: | Tổng thời lượng:   | Tổng thời lượng:                     | 12:45      |

| DVD | DVD                              | DVD        |
| STT | Nhan đề                          | Thời lượng |
| --- | -------------------------------- | ---------- |
| 1.  | "Suki to Iwasetai (Music Video)" |            |
| 2.  | "Gokigen Sayonara (Music Video)" |            |

### Type B
| CD               | CD                                    | CD               | CD                | CD                | CD         |
| STT              | Nhan đề                               | Phổ lời          | Phổ nhạc          | Phối khí          | Thời lượng |
| ---------------- | ------------------------------------- | ---------------- | ----------------- | ----------------- | ---------- |
| 1.               | "Suki to Iwasetai (好きと言わせたい)" | Akimoto Yasushi  | CHOCOLATE MIX     | APAZZI            | 4:01       |
| 2.               | "Kenchanayo (ケンチャナヨ)"           | Akimoto Yasushi  | no_my             | no_my             | 4:19       |
| 3.               | "Neko ni Naritai (猫になりたい)"      | Akimoto Yasushi  | Shintaro Fujiwara | Shintaro Fujiwara | 4:19       |
| 4.               | "Suki to Iwasetai (Instrumental)"     |                  |                   |                   |            |
| 5.               | "Kenchanayo (Instrumental)"           |                  |                   |                   |            |
| 6.               | "Neko ni Naritai (Instrumental)"      |                  |                   |                   |            |
| Tổng thời lượng: | Tổng thời lượng:                      | Tổng thời lượng: | Tổng thời lượng:  | Tổng thời lượng:  | 12:39      |

| DVD | DVD                              | DVD        |
| STT | Nhan đề                          | Thời lượng |
| --- | -------------------------------- | ---------- |
| 1.  | "Suki to Iwasetai (Music Video)" |            |
| 2.  | "Neko ni Naritai (Music Video)"  |            |

### WIZ*ONE Edition
| CD               | CD                                             | CD               | CD               | CD               | CD         |
| STT              | Nhan đề                                        | Phổ lời          | Phổ nhạc         | Phối khí         | Thời lượng |
| ---------------- | ---------------------------------------------- | ---------------- | ---------------- | ---------------- | ---------- |
| 1.               | "Suki to Iwasetai (好きと言わせたい)"          | Akimoto Yasushi  | CHOCOLATE MIX    | APAZZI           | 4:01       |
| 2.               | "Kenchanayo (ケンチャナヨ)"                    | Akimoto Yasushi  | no_my            | no_my            | 4:19       |
| 3.               | "Dance wo Omoidasumade (ダンスを思い出すまで)" | Akimoto Yasushi  | Yurika Ohishi    | Yurika Ohishi    | 4:34       |
| 4.               | "Suki to Iwasetai (Instrumental)"              |                  |                  |                  |            |
| 5.               | "Kenchanayo (Instrumental)"                    |                  |                  |                  |            |
| 6.               | "Dance wo Omoidasumade (Instrumental)"         |                  |                  |                  |            |
| Tổng thời lượng: | Tổng thời lượng:                               | Tổng thời lượng: | Tổng thời lượng: | Tổng thời lượng: | 12:54      |

## Chứng nhận
| Quốc gia                                  | Chứng nhận | Số đơn vị/doanh số chứng nhận |
| ----------------------------------------- | ---------- | ----------------------------- |
| Nhật Bản (RIAJ)                           | Platinum   | 250.000^                      |
| ^ Chứng nhận dựa theo doanh số nhập hàng. |            |                               |